# بريمة سدادات

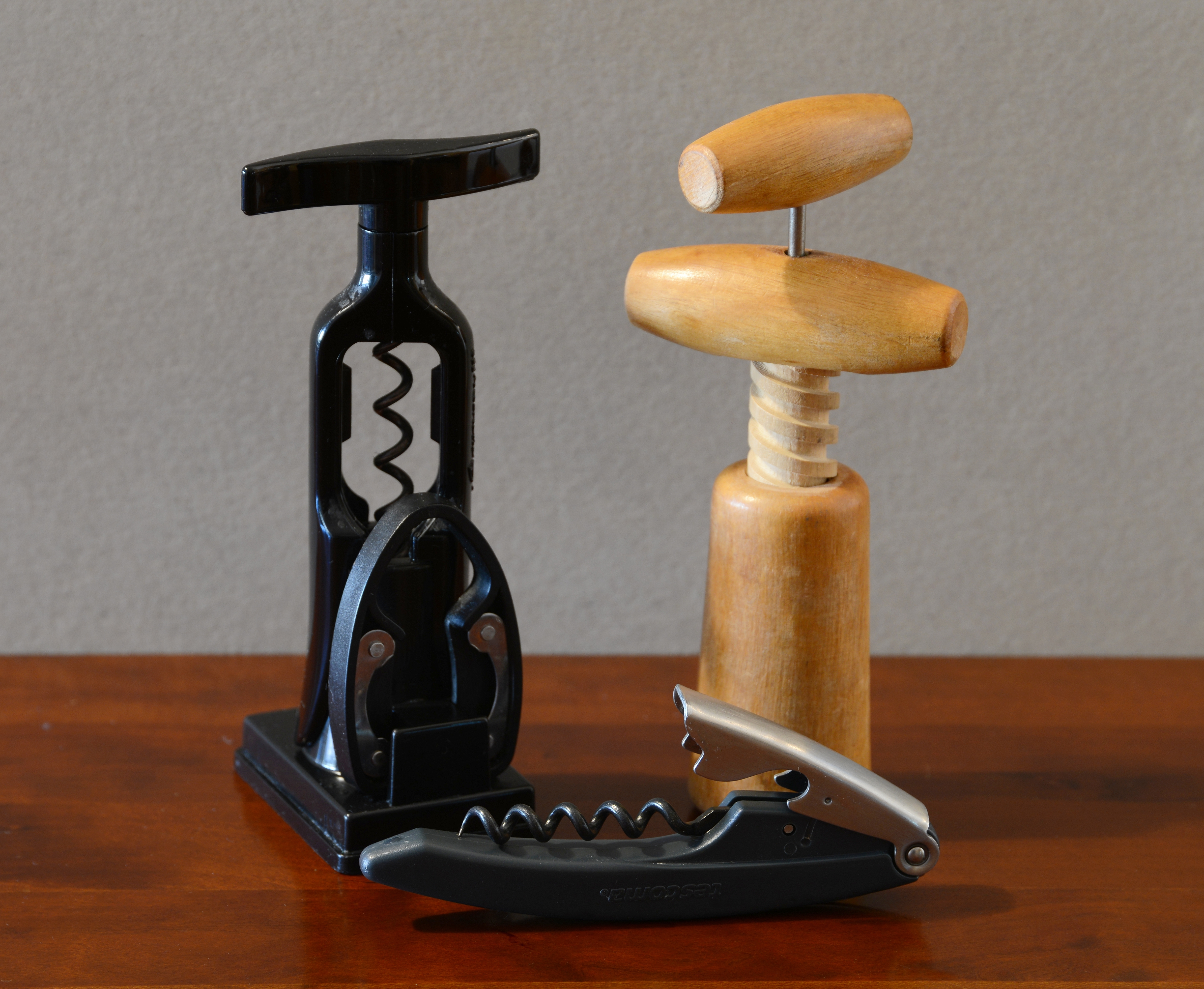
ثلاثة أنواع من بريمة السدادات: نوعان حديثان (يسار وأسفل) وآخر قديم (يمين)

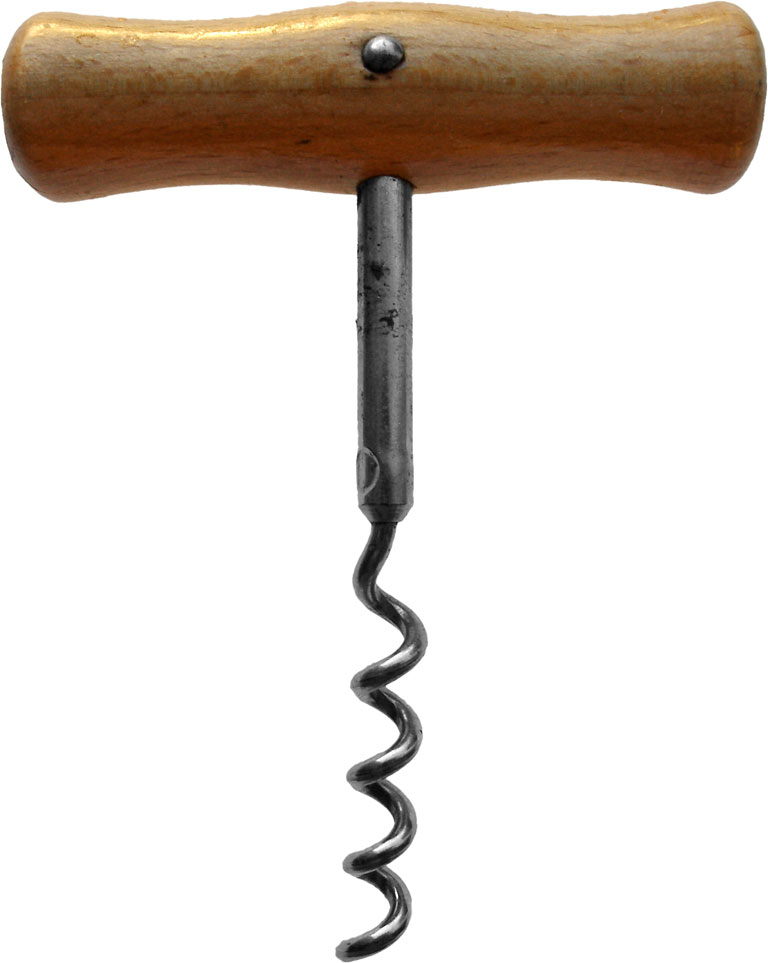
برامة بسيطة

بَرِّيمَة سِّدَادَات (أو ببساطة البَرِّيمَة) أو المِبْرَام أو البَرَّامَة أو البِزال هو أداة لسحب السدادات الفلينية من القنينات التي تكون مغلقة بالفلين. في شكله التقليدي، يتكون المفتاح اللولبي ببساطة من لولب معدني مدبب متصل بمقبض يثبته المستخدم في الفلين ويسحبه لاستخراجه. تعتبر البرامات ضرورية لأن الفلين نفسها صغيرة وناعمة، يصعب الإمساك بها وإزالتها، خاصة عند إدخالها بالكامل في قنينة زجاجية غير مرنة. تتضمن الأنماط الحديثة للبرامة أنظمة مختلفة من العتلات التي تزيد من مقدار القوة التي يمكن تطبيقها للخارج على الفلين، مما يسهل استخراج السدادة الفلينية الصعبة.